# Tighten Up (The Black Keys)
Tighten Up è un singolo del duo rock statunitense The Black Keys, pubblicato nel 2010 ed estratto dall'album Brothers.

## Tracce
1. Tighten Up – 3:30
2. Howlin' for You – 3:11

## Video
Il videoclip della canzone è stato diretto da Chris Marrs Piliero.

## Premi
Nel 2011 la canzone è stata premiata con il Grammy Award alla miglior performance rock di un duo o un gruppo, ricevendo anche la candidatura nella categoria relativa alla miglior canzone rock. Ad ulteriore conferma del successo, il pezzo è stato scelto per essere parte integrante della colonna sonora di FIFA 11, videogioco di calcio della EA Sports. 

## Formazione
- Dan Auerbach - voce, chitarra, tastiera
- Patrick Carney - batteria, percussioni